# Jean-Brice Wadriako
Jean-Brice Wadriako (Wé, Nueva Caledonia, 15 de febrero de 1993) es un futbolista de Nueva Caledonia que juega en la posición de defensa con el AS Magenta de la Superliga de Nueva Caledonia.

## Carrera

### Club
| Periodo | Club       |
| ------- | ---------- |
| 2014-   | AS Magenta |

### Selección nacional
A nivel de selecciones menores jugó para Nueva Caledonia en las categorías sub-20 y sub-23, donde acumuló seis partidos y anotó dos goles. Jugó para Nueva Caledonia en 10 ocasiones de 2016 a 2022 y anotó un gol, el cual fue en la victoria por 7-0 sobre Samoa en Port Moresby por la Copa de las Naciones de la OFC 2016.

## Logros
- New Caledonia Super Ligue (5): 2014, 2015, 2016, 2018, 2023
- Copa de Nueva Caledonia (3): 2014, 2016, 2018